# Leonor Juliana de Brandemburgo-Ansbach
Leonor Juliana de Brandemburgo-Ansbach (em alemão:  Eleonore Juliane; Ansbach, 23 de outubro de 1663 — Ansbach, 4 de março de 1724) foi princesa de Brandemburgo-Ansbach por nascimento e duquesa consorte de Württemberg-Winnental pelo seu casamento com Frederico Carlos de Württemberg-Winnental.

## Família
Leonor foi a terceira filha, quinta e última criança nascida do marquês Alberto II de Brandemburgo-Ansbach e de sua segunda esposa, Sofia Margarida de Oettingen-Oettingen. Os seus avós paternos eram o marquês Joaquim Ernesto de Brandemburgo-Ansbach e a princesa Sofia de Solms-Laubach. Os seus avós maternos eram Joaquim Ernesto de Oettingen-Oettingen e Ana Sibila de Solms-Sonnenwalde.

## Biografia

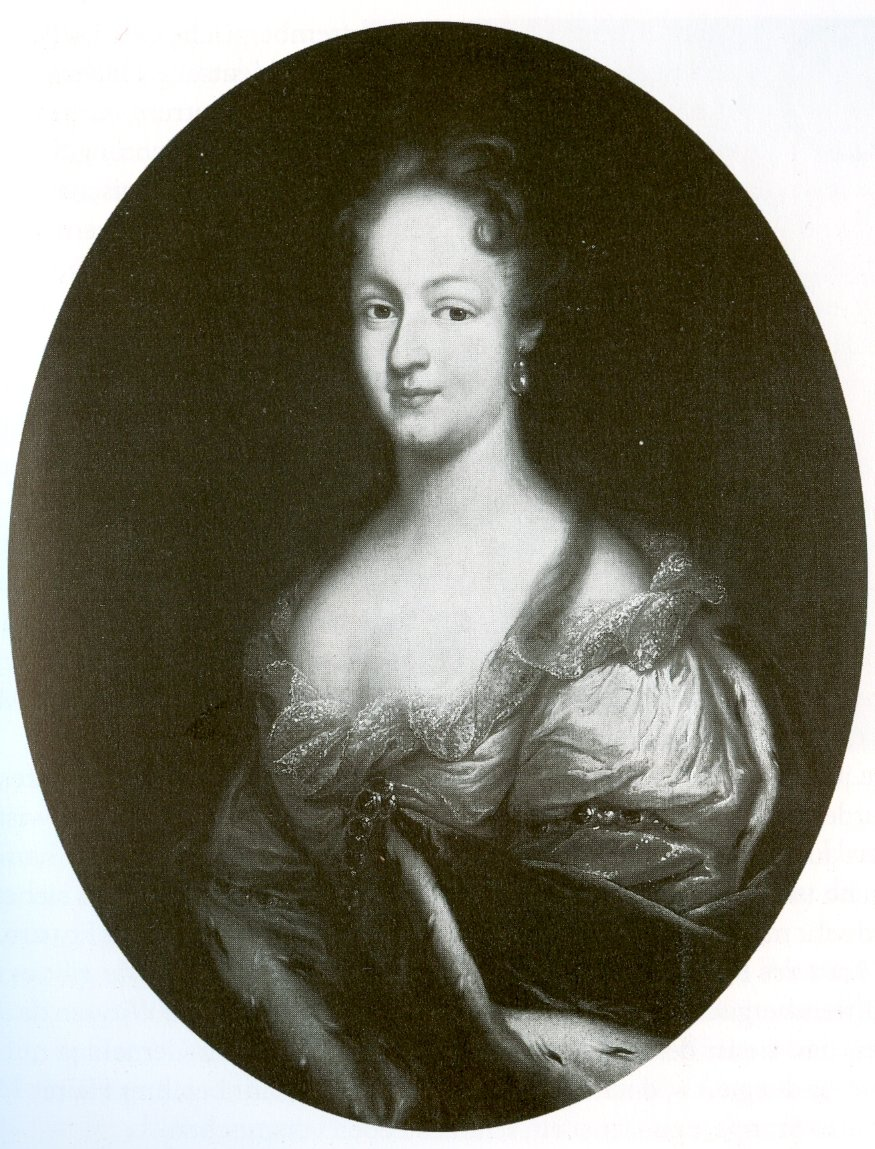
Retrato por Johann Carl Zierl na Coleções de pintura do estado da Baviera, em Munique.

Aos 19 anos, a princesa Leonor Juliana casou-se com o duque Frederico Carlos, de apenas 11 anos, em Ansbach, na Baviera. Foi cunhada uma moeda para a ocasião. Ele era filho do duque Everardo III de Württemberg e de sua primeira esposa, Ana Catarina de Salm-Kyrburg.
No casamento de seu irmão, a duquesa conheceu o compositor alemão Johann Sigismund Kusser, que mais tarde trabalhou em Ansbach.
O casal teve sete filhos, cinco meninos e duas meninas. Frederico Carlos faleceu aos 46 anos, em 20 de dezembro de 1698.
Em 1710, ela mudou-se para a cidade de Ansbach, quando conheceu o teólogo e escritor August Hermann Francke. Ela também escreveu músicas.
Leonor Juliana faleceu no dia 4 de março de 1724, aos 60 anos de idade, e foi sepultada na Igreja Colegiada de Estugarda.

## Descendência
- Carlos Alexandre de Württemberg (24 de janeiro de 1684 – 12 de março de 1737), sucessor do tio, Everardo Luís. Foi marido de Maria Augusta de Thurn e Taxis, com quem teve seis filhos;
- Doroteia Carlota de Württemberg-Winnental (1685 – 1687);
- Frederico Carlos de Württemberg-Winnental (1686 – 1693);
- Henrique Frederico de Württemberg-Winnental (16 de outubro de 1687 – 27 de setembro de 1734), não se casou e nem teve filhos;
- Maximiliano Emanuel de Württemberg-Winnental (27 de fevereiro de 1689 – 25 de setembro de 1709), não se casou e nem teve filhos;
- Frederico Luís de Württemberg-Winnental (5 de novembro de 1690 – 19 de setembro de 1734), foi o segundo marido de Úrsula Catarina de Altenbockum, amante do rei Augusto II da Polônia. Sem descendência;
- Cristiana Carlota de Württemberg-Winnental (20 de agosto de 1694 – 25 de dezembro de 1729), foi esposa do marquês Guilherme Frederico de Brandemburgo-Ansbach, com quem teve três filhos.